# Cairns
Cairns er den 14 største by i Australien med sine 128.284 indbyggere (2004). Byen ligger nordøst i staten Queensland og er populær på grund af sit tropiske klima, og sin beliggenhed. Verdens største koralrev, The Great Barrier Reef, kan nåes på under en time med båd fra byen. Ca. 130 km nord for Cairns ligger et par nationalparker (Daintree National Park og Cape Tribulation) hvor turister kan opleve regnskov.
Cairns blev grundlagt i 1876, opkaldt efter daværende guvernør i Queensland William Wellington Cairns, som station for at yde service til guldgravere på vej mod Hodgkinson River Goldfield. Byen har i dag et hurtigt ekspanderende indbyggertal.
16°55′32″S 145°46′31″Ø / 16.92556°S 145.77528°Ø